# Полювання на роботів
«Полювання на роботів» (англ. Runaway) — американський науково-фантастичний бойовик 1984 року, сценаристом і режисером якого виступив Майкл Крайтон, у головних ролях Том Селлек, Джин Сіммонс, Синтія Родс і Кірсті Еллі. Селлек грає поліцейського, якому доручено вистежувати небезпечних роботів, а Сіммонс — науковця, який сподівається отримати прибуток від своїх маніпуляцій з роботами. Фільм став касовим провалом і отримав змішані відгуки.

## Сюжет
У недалекому майбутньому роботи стали звичним явищем — як будь-який інший електроприлад у повсякденному житті — і, як і інші машини, схильні до несправностей. Коли робот виходить з ладу, він може становити загрозу для людей або майна. Таких роботів називають "втікачами" (англ. Runaways), і їхнім виловом займається спеціальний відділ поліції, навчений робототехніці. Однак завдання виловлювати "втікачів" вважається легким і нудним, через що цей відділ часто висміюють.
Сержант Джек Р. Ремзі (Том Селлек) — досвідчений поліцейський, який приєднався до відділу "втікачів" після інциденту, коли його страх висоти дозволив злочинцю втекти. У результаті цей злочинець вбив цілу сім'ю. Після років служби, Ремзі став одним із небагатьох справжніх експертів у своєму відділі. Його новий партнер, Карен Томпсон (Синтія Родс), сповнена ентузіазму щодо роботи, але Ремзі запевняє її, що в цьому мало захоплюючого. Але ситуація різко змінюється, коли вони стикаються з новою загрозою — першим випадком роботизованого вбивства. Розслідуючи справу про побутового робота, який зарізав родину кухонним ножем, Джек виявляє дивні інтегральні схеми, що не тільки скасовують функції безпеки робота, але й спрямовують його на напад на людей. Ці схеми не є пошкодженими чіпами, а створені на основі головних шаблонів, що дозволяє їх масове виробництво.
Хоча Ремзі не вдається нічого дізнатися від інформаторів, які відмовляються співпрацювати, а згодом гинуть, він не здається і незабаром  з'ясовує, що винуватцем є соціопатичний геніальний доктор Чарльз Лютер (Джин Сіммонс). Працюючи на оборонного підрядника, Лютер розробив програму, яка дозволяє роботу термографічно ідентифікувати людину, навіть через тверді об'єкти, як то стіни. Побачивши можливості для наживи, він убив своїх колег-дослідників і спробував продати технологію на чорному ринку. Невдала спроба арешту Лютера ускладнюється тим, що Ремзі довелося витягти вибуховий снаряд з руки Томпсон, і призводить до знахідки ще однієї зброї Лютера — «розумної кулі»: мініатюрної ракети з тепловим наведенням, здатної фіксувати унікальний тепловий слід людини та переслідувати її, змінюючи при цьому траєкторію польоту.
Під час розслідування Ремзі та Томпсон знаходять Джекі Роджерс (Кірсті Еллі), колишню коханку Лютера, яка зрадила його та вкрала шаблони схем, з наміром продати їх самостійно. Вона налякана, бо вірить, що Лютер вб'є її. Під ча перевезення Джекі в безпечне місце Лютер атакує поліцейську колону за допомогою розумних бомб-роботів. Вони виявляють, що бомби наводяться на жучок у сумочці Джекі; вони викидають сумку у вікно до того, як бомба дістанеться до машини.
Ремзі вирішує публічно з'явитися з Джекі в ресторані, щоб виманити Лютера, але замість цього Лютер викрадає Томпсон і вимагає від Ремсі обміну її на Джекі та шаблони. Перед обміном Джекі передає деякі шаблони Ремзі, щоб убезпечити себе від Лютера. Однак Лютер все ж вбиває Джекі, дізнавшись про відсутність шаблонів. Потім він відкриває вогонь у переповненому ресторані, використовуючи свої розумні кулі, і тікає.
Щоб повернути втрачені шаблони, Лютер планує атакувати Ремзі. Він використовує поліцейські комп'ютери, щоб дізнатися все про особисте життя Ремзі, включаючи інформацію про його сина. Коли Ремзі дізнався, що його дані були зламані, він поспішно повертається додому, де знаходить домашнього робота пошкодженим, а свого сина Боббі зниклим. Лютер телефонує, щоб заявити, що він викрав Боббі, і вимагає обміняти його на відсутні шаблони.
Ремзі погоджується зустрітися з Лютером у недобудованому хмарочосі. Лютер отримує шаблони, а в обмін на це Ремзі відправляє сина вниз у ліфті, де Лютер повідомляє йому, що легіон роботів-убивць — маленьких павукоподібних роботів, які вбивають, впорскуючи в жертву кислоту, — чекає на першу людину, яка вийде з ліфта, щоб убити її. Прибуває Томпсон і рятує Боббі. Розлючений Лютер починає стріляти розумними кулями, але Ремзі вмикає роботизоване будівельне обладнання, створюючи численні джерела тепла, через які кулі не влучають. Ремзі тікає і стрибає в ліфт, щоб спуститися вниз. Однак ліфт виходить з ладу, розганяється до самого верху і зупиняється. Ремзі змушений подолати свій страх висоти, дотягнувшись до кнопки перезапуску під ліфтом, щоб перезапустити його, але тут він стикається з трьома роботами-павуками. Ремзі перемагає трьох павуків і перезавантажує ліфт. Ліфт зупиняється на поверсі, на якому перебуває Лютер, Лютер підходить до вже виснаженого Ремзі в ліфті і Ремзі знову запускає ліфт донизу. Під час спуску відбувається бійка між Ремзі та Лютером, в якій Ремзі бере гору. Різка зупинка катапультує Лютера на землю, в оточення його роботів-павуків, які кидаються на Лютера, вколюючи його кілька разів.
Ремзі допомагає синові спуститися, а потім обережно наближається до лиходія. З криком Лютер простягає руку, але падає замертво, в той час як павуки самознищуються. Ремзі та Томпсон пристрасно цілуються.

## Акторський склад
| Актор        | Роль                  |
| ------------ | --------------------- |
| Том Селлек   | сержант Джек Р. Ремзі |
| Синтія Родс  | офіцер Карен Томпсон  |
| Джин Сіммонс | доктор Чарльз Лютер   |
| Кірсті Еллі  | Джекі Роджерс         |
| Стен Шоу     | сержант Марвін Джеймс |
| Джой Креймер | Боббі Ремзі           |
| Джордж Бейлі | шеф поліції           |
| Кріс Малкі   | Девід Джонсон         |

## Виробництво
Сценарист і режисер фільму Майкл Крічтон сказав, що він навмисно зробив неясним, наскільки далеко в майбутньому відбувається дія фільму.
Крайтон сказав, що стрічка «не є повчальною історією» про технології, а «оновленою історією про поліцію, в якій кожне поліцейське кліше трохи переосмислено».
Крайтон хотів, щоб фільм був візуальним і легким для перегляду. «Кіно — це про те, що відбувається тут і зараз, у тому, що ви бачите. Як на мене, немає сенсу писати висококінематографічну книгу або знімати дуже літературний фільм».

Фільм став першою повнометражною роллю рок-зірки Джина Сіммонса (до цього він зігрва у телефільмі «Kiss зустрічає привида парку»). Сіммонс давно цікавився акторською майстерністю і вивчав її з 1981 року. Він відмовився від телесеріалу, який хотів використати славу гурту Kiss, а також від ролей у  Flashdance та «Доктор Детройт», тому що він «не був зацікавлений у мюзиклах чи комедіях». Йому запропонували роль після зустрічі з Крайтоном.
Джеррі Голдсміт написав оригінальну музичну партитуру, яка стала першим повністю електронним саундтреком композитора.